# NBB Jogador Revelação
NBB Jogador Revelação é um prêmio do Novo Basquete Brasil dado desde a segunda edição do NBB (2009–10) à maior Revelação da temporada. O prêmio é dado ao final da temporada, na festa de premiação do campeonato, um dia após o jogo final dos Playoffs. Antes do evento, 3 candidatos são anunciados e durante o evento o vencedor é escolhido.

## Vencedores
| ^           | Indica um jogador que continua ativo no NBB                  |
| *           | Eleito para o Naismith Memorial Basketball Hall of Fame      |
| Jogador (X) | Indica o número de vezes que o jogador foi nomeado Revelação |
| Team (X)    | Indica o número de vezes que um jogador desse time venceu    |

| Temporada | Jogador          | Posição     | Nacionalidade | Time       | Ref.  |
| --------- | ---------------- | ----------- | ------------- | ---------- | ----- |
| 2009–10   | Raulzinho        | Armador     | Brasil        | Minas      | [ 1 ] |
| 2010–11   | Vitor Benite     | Armador     | Brasil        | Franca     | [ 2 ] |
| 2011–12   | Gui Deodato^     | Ala         | Brasil        | Bauru      | [ 3 ] |
| 2012–13   | Ricardo Fischer^ | Armador     | Brasil        | Bauru (2)  | [ 4 ] |
| 2013–14   | Henrique Coelho^ | Armador     | Brasil        | Minas (2)  | [ 5 ] |
| 2014–15   | Deryk Ramos^     | Armador     | Brasil        | Limeira    | [ 6 ] |
| 2015–16   | Lucas Dias^      | Ala         | Brasil        | Pinheiros  | [ 7 ] |
| 2016–17   | Alexey Borges^   | Armador     | Brasil        | Franca (2) | [ 8 ] |
| 2017–18   | Wesley^          | Ala-pivô    | Brasil        | Minas (3)  | [ 8 ] |
| 2018–19   | Didi             | Ala-armador | Brasil        | Franca (3) | [ 9 ] |

## Ligações Externas
- Página Oficial do NBB